# Novooleksandrivske, Nova Odesa
Novooleksandrivske (în ucraineană Новоолександрівське) este un sat în comuna Dîmivske din raionul Nova Odesa, regiunea Mîkolaiiv, Ucraina.

## Demografie
Componența lingvistică a localității Novooleksandrivske
     Ucraineană (82,35%)
     Rusă (11,76%)
     Română (5,88%)
Conform recensământului din 2001, majoritatea populației localității Novooleksandrivske era vorbitoare de ucraineană (82,35%), existând în minoritate și vorbitori de rusă (11,76%) și română (5,88%).